# Matteo Salvini
Matteo Salvini, född 9 mars 1973 i Milano, är en italiensk politiker, ledare för det politiska partiet Lega Nord och mellan juni 2018 och september 2019 vice premiärminister och inrikesminister.